# Чад (језеро)
Језеро Чад (фр. Lac Tchad, енгл. Lake Chad, арап. بحيرة تشــــاد الكبرى) је велико плитко језеро на граници Централне и западне Африке. Ово језеро је безоточно и слатководно, што је ретка комбинација. Површина језера је 1540 km². Четири земље деле басен језера Чад: Нигерија, Нигер, Камерун и Чад. Језеро има велики економски значај јер водом снабдева преко 20 милиона људи. Највећа притока језера је река Шари. Обале језера се углавном састоје од мочвара.
Језеро Чад је дало име држави Чад. У локалном језику Чад значи „огромно пространство воде“.
Хидрографски басен језера покрива површину од 2.380.000 km², што је 7,8% афричке територије. Активно подручје овог басена покрива свега 967.000 km². Главна притока је река Шари, која са притоком Логон доноси 90% воде која се слива у језеро. Обе реке извиру у планинама Централноафричке Републике. Река Комадугу Јобе у Нигерији је преграђена са две бране и сада у језеро доноси 0,45 km³ воде годишње, уместо некадашњих 7 km³.
Некада је ово језеро било једно од највећих на свету, али се током последње четири деценије знатно смањило. Током 1960—их, површина језера је била већа од 26.000 km². Године 2000. пала је испод 1.500 km². Узрок смањења језера су оскудније падавине и појачано коришћење вода овог језере и његових притока за наводњавање. У поменутом периоду становништво басена језера се удвостручило, а наводњавање је учетворостручено у периоду 1983—1994. Дубина језера варира сезонски, док пловидба није могућа. Постоје планови да се језеро допуни тако што би се ток неких притока реке Конго (река Убанги) променио тако да се уливају у реку Шари.
Величина језера Чад се значајно мењала кроз историју:
- око 50.000 година п. н. е, језеро је покривало 2 милиона km²
- око 20.000 година п. н. е, језеро је потпуно нестало због суше изазване минимумом глацијације
- око 9500. п. н. е. језеро је имало дубину од 15 m
- око 7000. п. н. е. језеро је било дубоко 38 m
- око 4000. п. н. е. језеро је било дубоко 65 m, покривало више од милион квадратних киломеара, и представљало унутрашње море Африке
- око 1000. п. н. е. имало је дубину од 17 m
- године 1908, језеро се свело на две баре на северу и југу
- године 1963, језеро је покривало 22.903—25.000 km²
- године 2001, површина језера је спала на 4.000 km²
- године 2008, језеро је имало димензије 30 са 40 km, и површину од 2.500 km²

## Откривање језера
Језеро Чад (чад на језику домородаца значи језеро) било је познато староседеоцима Африке од најстаријих времена. Европљани су за њега сазнали тек у 19. веку. До њега први су дошли енглески истраживачи Хју Клапертон, Волтер Одни и Диксон Денам, 1823. године, а 29 година касније на језеру су боравили немачки истраживачи Адолф Офервет и Хенрих Барт и 1871. њихов земљак Густав Нахтигал. Ипак највеће заслуге за упознаваљње језера има официр и војни картограф Француз Жан Мари Тило који је од 1906. до 1910. боравио на језеру и прикуљао подаке о њему. Савермено проучавања језера обављена су од 1950. до 1960, када је основано и Друштво за проучавње језера. Сва истраживања вршили су Французи, јер је околина језра била под влашћу Француске.

## Претње и очување
Воде се извесне дебате по питању узрочних механизама нестанка језера. Водећа теорија, коју обично навеоде Уједињене нације, је да је неодрживо коришћење језера од стране влада и локалних заједница проузроковало је да језеро буде прекомерно кориштено, те да му се не допушта да се допуни.
Недавно је, међутим, једна додатна теорија добила на снази. Она наводи да је европско загађење ваздуха померило образац падавина ка југу, те је регион постао сувљи, што онемогућава језеру да се обнавља. Од времена имплементације нових регулација у ЕУ о загађењу ваздуха, знатан део тих кишних падавина је почео да се враћа, чиме се објашњавају мала побољшања уочена од 2007. године.
Једина заштићена област језера је Чадски резерват за дивљач, који покрива половину области поред дела језера који припада Нигерији. Цело језеро је било декларисано Рамсарском локацијом од међунардног значаја.
Говорећи на 73. генералној скупштини Уједињених нација, председник Нигерије позвао је међународну заједницу да помогне у борби против узрока конфликта везаног за слив језера Чад. Недавно насиље у региону се приписује конкуренцији између фармера и сточара који траже наводњавање усева и напајање стада.